# Darío Felman
Darío Felman (Mendoza, 25 ottobre 1951) è un ex calciatore argentino, di ruolo attaccante.

## Palmarès

### Competizioni nazionali
- Liga Mendocina: 1

Ind. Rivadavia: 1972
- Campionato argentino: 2

Boca Juniors: 1976, Metropolitano 1976
- Coppa di Spagna: 1

Valencia: 1978-1979

### Competizioni internazionali
- Coppa Libertadores: 1

Boca Juniors: 1977
- Coppa Intercontinentale: 1

Boca Juniors: 1977
- Coppa delle Coppe: 1

Valencia: 1979-1980
- Supercoppa UEFA: 1

Valencia: 1980